# Ilia II av Georgien
Ilia II av Georgien (georgiska: ილია II; även translittererat som Ilja eller Elijah), född 4 januari 1933 i Ordzjonikidze (nuvarande Vladikavkaz), är den nuvarande patriarken för den georgiska apostoliska, autokefala och ortodoxa kyrkan. Han är officiellt stilad som Hans Helighet och Salighet Ilia II, Ärkebiskop av Mtskheta-Tbilisi och Catholicos-Patriark av Hela Georgien.

## Liv
Ilia II föddes som Irakli Ghudusjauri-Sjiolasjvili (georgiska: ირაკლი ღუდუშაური-შიოლაშვილი) i Vladikavkaz, ryska Nordossetien. Ilia II tillträdde som patriark för den georgisk-ortodoxa kyrkan den 25 december 1977 och har varit patriark sedan dess.
Han studerade teologi på  Moskvas teologiska akademi och seminarium och tog examen därifrån. Efter att ha blivit tonsurerad en munk med namnet Ilia, vigdes han 1957 till hierodiakon, han vigdes senare 1959 till hieromunk. Han fortsatte senare med sina studier på  Moskvas teologiska akademi och seminarium och tog examen 1960. Efter examen flyttade Ilia tillbaka till Georgien och vigdes till präst samma år. 1961 blev Fader Ilia upphöjd till hegumenos, senare till arkimandrit. Den 26 augusti 1963 blev han biskop av Batumi och Shemokmedi och även patriarkalisk kyrkoherde. 1967 valdes Ilia till biskop av Tskhumi och Abkhazeti, 1969 fick han titeln som metropolit. Efter avsättningen av den förra kontroversiella patriarken David V av Georgien valdes Ilia den 25 december 1977 till patriark för den georgiska apostoliska, autokefala och ortodoxa kyrkan.